# Ладауци (Ковасна)
Ладауци (рум. Lădăuți) насеље је у Румунији у округу Ковасна у општини Баркани. Oпштина се налази на надморској висини од 733 m.

## Становништво
Према подацима из 2002. године у насељу је живело 705 становника, од којих су сви румунске националности.